# Добра поляна
Добра̀ поля̀на е село в Югоизточна България, община Руен, област Бургас.

## География
Село Добра поляна е разположено в Източна Стара планина, на билото на Еминска планина в западната ѝ част. Климатът е преходноконтинентален, почвите в землището са главно излужени канелени горски.
Общински пътища свързват Добра поляна със съседните села: на юг с общинския център Руен, на север – с Каменяк, Заимчево и Снежа и на изток – с близкото (на около километър) Средна махала и Топчийско. Надморските височини на изходите на пътищата от селото са: на юг – около 506 m, на север – около 475 m и на изток – около 480 m. При сградата на кметството надморската височина е около 493 m, а в югозападния край на селото нараства до около 515 m. На около 300 m южно от селото има малък язовир (микроязовир) с площ към 1,5 ha.
На около 0,5 km от Добра поляна, в местността „Трапалан" има извор с хубава питейна вода, на около 2 km южно е изворът-чешма „Отулчешме", който дава началото на Хаджийска река, а западно край селото има началото си река Балабандере.
Населението на село Добра поляна наброява 421 души към 1934 г., нараства до 824 към 1985 г., а към 2018 г. наброява 686 души.
При преброяването на населението към 1 февруари 2011 г., от обща численост 706 лица, за 648 лица е посочена принадлежност към „турска“ етническа група и за останалите не е даден отговор.

## История
Селото се споменава в турски документ от 1676 г. под името Байрамалани. Смята се, че е създадено през XVII век.
След завършилата през 1878 г. Руско-турска война, селото остава на територията на Източна Румелия. То се намира в България с името Байрам алан от 1885 г. – след Съединението. Преименувано е на Добра поляна през 1934 г.
От 1952 г. в селото има основно училище. През 1952 г. е основано читалище с име (към 1981 г.) „Назъм Хикмет“.
По неофициални сведения, в село Добра поляна е имало Трудово кооперативно земеделско стопанство, ликвидирано вероятно през 1990-те години.

## Население

### Етнически състав
Преброяване на населението през 2011 г.
Численост и дял на етническите групи според преброяването на населението през 2011 г.:
|                     | Численост |
| Общо                | 706       |
| Българи             | -         |
| Турци               | 648       |
| Цигани              | -         |
| Други               | -         |
| Не се самоопределят | -         |
| Неотговорили        | 57        |

## Религии
Изповядваната в село Добра поляна религия е ислям.

## Обществени институции
Село Добра поляна към 2020 г. е център на кметство Добра поляна.
В село Добра поляна към 2020 г. има:
- действащо основно училище „Св. Св. Кирил и Методий“;[11]
- детска градина;
- постоянно действаща джамия;[12]
- действащо читалище „Пробуда – 1952“;[13][14]
- пощенска станция;[15]
- здравна служба.

## Спорт
Съществува футболен клуб, който се нарича „Балкан“ /Добра поляна/ Той участва успешно в бургаската „Б“ регионална група Център. Подробна информация за „Балкан“ можете да откриете в интернет сайта за футбол от Бургаска област www.burgasfootball.com

## Личности
- Дурхан Мустафа (р. 1971), български политик